# Řád Santa Rosa a civilizace Hondurasu
Řád Santa Rosa a civilizace Hondurasu (španělsky: Orden de Santa Rosa y de la Civilización de Honduras) bylo stání vyznamenání Honduraské republiky. Řád byl založen v roce 1868 a udílen byl za vojenské, náboženské a civilní zásluhy.

## Historie a pravidla udílení
Řád byl založen Josém Maríou Medinou dekretem prezidenta republiky ze dne 21. února 1868. Udílen byl za civilní, náboženské a vojenské zásluhy. Řád tak vznikl v době nepokojů a potyček mezi středoamerickými zeměmi, které byly kdysi členy jedné federace a prezident Medina jej udílel jako odměnu svým příznivcům. Vzhledem k okolnostem, za kterých řád vznikl a za jakých podmínek byl udílen nařídil dne 8. srpna 1872 jeho zrušení prezident Carlos Céleo Arias López, který během převratu nahradil v čele státu Medinu. Naposledy byl řád udělen v roce 1901.

## Insignie
Řádový odznak má podobu zlatého bíle smaltovaného maltézského kříže s cípy zakončenými kuličkami. Uprostřed je kulatý zlatý medailon s vnějším okrajem lemovaným zeleně smaltovaným kruhem. V kruhu je zlatý nápis ORDEN DE SANTA ROSA Y DE LA CIVILIZACION. Ve středovém medailonu jsou v popředí vyobrazeny dvě barevně smaltované honduraské vlajky a v pozadí je hora. Celý kříž je položen na zeleně smaltovaném vavřínovém věnci. Ke stuze je odznak připojen pomocí přechodového prvku v podobě zeleně smaltovaného vavřínového věnce.
Zadní strana je podobá straně přední liší se však podobou středového medailonu. Zde je uprostřed na dvou řádcích nápis. Ten se navíc liší podle zásluh, za které byl řád udělen. Existují tak odznaky s nápisem MERITO CIVIL u řádů udělených za občanské zásluhy, MERITO MILITAR u řádů udělených za vojenské zásluhy a MERITO RELICIOSO u řádů udělených za náboženské zásluhy. V kruhu lemujícím medailon je nápis REPUBLICA DE HONDURAS.
Řádová hvězda je osmicípá a vyrobená ze stříbra. Na ni je položen řádový odznak bez přechodového prvku.
Stuha je červená s bílým středovým proužkem, který je z obou stran lemován stejně širokými modrými proužky.

## Třídy
Řád byl udílen v pěti třídách:
- velkokříž – Řádový odznak se nosil na široké stuze spadající z pravého ramene na protilehlý bok. Hvězda se nosila nalevo na hrudi.
- velkodůstojník – Řádový odznak se nosil na stuze kolem krku. Menší řádová hvězda se nosila nalevo na hrudi.
- komtur – Řádový odznak se nosil na stuze kolem krku. Řádová hvězda této třídě již nenáležela.
- důstojník – Řádový odznak se nosil na stužce s rozetou nalevo na hrudi.
- rytíř – Řádový odznak se nosil na stužce bez rozety nalevo na hrudi.